# Hisaya Nakajo
Hisaya Nakajo (中条比紗也?, Nakajō Hisaya; Osaka, 12 settembre 1973 – 12 ottobre 2023) è stata una fumettista giapponese.

## Biografia
Divenne conosciuta per aver ideato il manga Hanazakari no Kimitachi E, apparso per la prima volta nella rivista shōjo Hana to yume (Fiori e sogni). Pubblicò i lavori dōjinshi con lo pseudonimo di "Ryo Fumizuki" o "Peco Fujiya".
Morì il 12 Ottobre 2023, a 50 anni, per una malattia cardiaca.

## Manga

### Serie
- Hanazakari no Kimitachi E (Per voi in piena fioritura 23 volumi)
- Missing Piece (2 volumi)
- Yumemiru Happa (The Dreaming Leaf; 1 volume)
- Sugar Princess (2 volumi, in pausa).

### One-shot
- "Luna assetata", una storia breve ripubblicata nel quarto volume di Hana-Kimi.
- "Gabbia estiva", una storia breve pubblicata nel primo volume di Hana-Kimi.
- "Wild Kiss", una storia di vampiri pubblicata come extra in Hana to Yume. Sottofondo yaoi.